# Phaleria (roślina)
Phaleria – rodzaj roślin z rodziny wawrzynkowatych. Obejmuje 25 gatunków. Są to drzewa i krzewy rosnące w południowo-wschodniej Azji, Australii i Mikronezji. Niektóre gatunki wyróżniają się okazałymi kwiatostanami wyrastającymi wprost z pni (kaulifloria), czasem całkiem je okrywając.
Phaleria capitata dostarcza jadalnych owoców i wykorzystywana jest jako roślina włóknodajna. Także z kory Phaleria macrocarpa wyrabiane są sznurki, a z nich torby, poza tym gatunek ten wykorzystywany jest leczniczo.

## Systematyka
Wykaz gatunków
- Phaleria acuminata (A.Gray) Gilg
- Phaleria angustifolia A.C.Sm.
- Phaleria biflora (C.T.White) Herber
- Phaleria capitata Jack
- Phaleria chermsideana (F.M.Bailey) C.T.White
- Phaleria clerodendron (F.Muell.) Benth.
- Phaleria coccinea (Gaudich.) F.Muell.
- Phaleria disperma (G.Forst.) Baill.
- Phaleria elegans L.M.Perry
- Phaleria glabra (Turrill) Domke
- Phaleria ixoroides Fosberg
- Phaleria lanceolata (A.Gray) Gilg
- Phaleria longituba P.F.Stevens
- Phaleria macrocarpa (Scheff.) Boerl.
- Phaleria montana (Seem.) Gilg
- Phaleria nisidae Kaneh.
- Phaleria octandra (L.) Baill.
- Phaleria okapensis P.F.Stevens
- Phaleria pentecostalis Leandri
- Phaleria perrottetiana (Decne.) Fern.-Vill.
- Phaleria pilistyla P.F.Stevens
- Phaleria pubiflora (Seem.) Gilg
- Phaleria pulchra Gillespie
- Phaleria sogerensis S.Moore
- Phaleria stevensiana Z.S.Rogers